# Список немецких названий населённых пунктов России
В список немецких названий русских населенных пунктов (городов, сел и т. д.) включены устаревшие немецкие названия, названия, употребляемые в современном немецком, или применявшиеся во времена, когда соответствующие районы принадлежали к предшественникам Федеративной Республики Германия или Австрийской Республики. Исторические наименования, которые более не являются общеупотребительными (кроме как в исторических работах) выделены курсивом.

## Северо-восточная Пруссия/Калининградская область
Старые немецкие названия, применявшихся в Северо-восточной Пруссии, зачастую используются в качестве названий магазинов, музеев, ресторанов, театров, веб-сайтов или прозвищ насёленных пунктов (например, «Кёниг» для Калининграда).
Тем не менее, немецкие названия являются не экзонимами в истинном смысле, но скорее историзмами. Например, немецкое название «Königsberg» в русском употребляется как «Кёнигсберг», а не Калининград. То есть различие носит не географический, не этнический, но хронологический характер. В отличие от той же Польши, переименование большинства немецких населённых пунктов в России носило не единичный, а массовый характер. Так что несколько деревень могут носить одинаковые имена.

## Список

### A
- - Abbarten — Пруды (Калининградская область)
  - Abelischken — Белкино (Калининградская область)
  - Abellienen — Белинское (Калининградская область)
  - Abschermeningken, Kreis Gumbinnen — Речкалово (Калининградская область)
  - [Abscherningken] — Красноармейское (Калининградская область) (ныне не существует)
  - Abschwangen — Тишино (Калининградская область)
  - Ackerbach — Тушино (Калининградская область)
  - [Ackermühle] (1938—1946) — Нагорное (Калининградская область) (ныне не существует)
  - Adamischken — Антоновка (Калининградская область)
  - Adamsheide, Kreis Darkehmen (Angerapp) — Абелино (Калининградская область)
  - Adelshof — Чистополье (Калининградская область)
  - Adlig Gallgarben — Опушки (Калининградская область)
  - Adlig Neuendorf — Ржевское (Калининградская область)
  - Adlig Pillkallen — Мошенское (Калининградская область)
  - Adlig Pohren — Раздольное (Калининградская область)
  - Adlig Popelken — Холмы (Калининградская область)
  - Adlig Powayen — Черепаново
  - Agnesenhof — Курортное (Калининградская область)
  - Agonken — Кочубеево (Калининградская область)
  - Albehnen — Горки (Калининградская область)
  - Albrechtau — Алёшкино (Калининградская область)
  - Alexwangen — Аральское (Калининградская область)
  - Alle (Fluss) — Лава (Калининградская область)
  - Allenau — Поречье (Калининградская область)
  - Allenburg — Дружба
  - [Almenhausen, Kreis Insterburg] — Уральское (Калининградская область) (ныне не существует)
  - Almenhausen, Kreis Preußisch Eylau — Каштаново (Калининградская область)
  - Alsnienen — Свободное (Калининградская область)
  - Alt Budupönen — Калиново (Калининградская область)
  - Altdingelau (1938—1946) — Задорожное (Калининградская область)
  - Altenberg — Дорожное (Калининградская область)
  - Altendorf — Вишнёвое (Калининградская область)
  - Altentrift — Боровичи (Калининградская область)
  - Althof, Kreis Friedland/Bartenstein — Песочное (Калининградская область)
  - Althof, Kreis Gerdauen — Гоголевское (Калининградская область)
  - Althof, Kreis Preußisch Eylau — Орехово (Калининградская область)
  - Alt Ilischken — Дивное (Гвардейский район)
  - Alt Kainen — Вороново (Калининградская область)
  - Alt Kattenau — Фурмановка (Нестеровский район)
  - Altlinde (1938—1946) — Крушинино (Калининградская область)
  - Altlugau (1938—1946) — Ивановка (Калининградская область)
  - Altpreußenfelde (1938—1946) — Калиново (Калининградская область)
  - Alt Ragaischen — Нагорное (Калининградская область)
  - Altsiedel (1938—1946) — Кочубеево (Калининградская область)
  - Altsnappen (1938—1946) — Высокое (Калининградская область)
  - Alt Thalau — Междулесье (Калининградская область)
  - Alt Wehlau — Прудное (Калининградская область)
  - Alt Weynothen — Октябрьское (Калининградская область)
  - Alxnupönen — Высокое (Калининградская область)
  - Amwalde (1928—1946) — Сенцово (Калининградская область)
  - Angerapp (Fluss) — Анграпа (Калининградская область)
  - Angerapp (Ort) (1938—1946) (Darkehmen до 1938) — Озёрск (Калининградская область)
  - Angerhöh (1938—1946) — Жучково (Калининградская область)
  - Annaberg — Кузнецово (Калининградская область)
  - Arnau — Марьино, Родники (Калининградская область)
  - Arndtshof — Домково (Калининградская область)
  - Arnsberg — Победа (Калининградская область)
  - Arweiden — Линейное (Калининградская область)
  - Astrau (1938—1946) — Красное (Калининградская область)
  - [Astrawischken, Kreis Darkehmen] — Серово (Калининградская область) (ныне не существует)
  - Astrawischken, Kreis Gerdauen — Красное (Калининградская область)
  - Auerbach (1938—1946) — Окунёво (Калининградская область)
  - Auerfluß — Междуречье (Калининградская область)
  - Auersfeld (1938—1946) — Камаричи (Калининградская область)
  - Auerswalde — Краснодонское (Калининградская область)
  - [Auertal] (1938—1946) — (ныне не существует)
  - Auglitten — Прогресс (Калининградская область)
  - Augstagirren — Сосновка (Калининградская область)
  - Augstupöhnen — Демидово (Калининградская область)
  - Auklappen — Малое Озёрное (Калининградская область)
  - Aulenbach (1938—1946) — Калиновка (Калининградская область)
  - Aulowönen — Калиновка (Калининградская область)
  - Auschlacken — Алексеевка (Калининградская область)
  - Aweiden — Южный (Калининградская область)

### B
- - Backelfeld — Кузнецкое (Калининградская область)
  - Backeln — Кудринка (Калининградская область)
  - Bärholz — Листопадовка (Калининградская область)
  - Bagdohnen, Kreis Darkehmen — Пески (Калининградская область)
  - Bagdohnen, Kreis Pillkallen — Шейкино (Калининградская область)
  - Bahnfelde (1938—1946) — Станционное (Калининградская область)
  - Bahnhof Powayen — Шиповка (Калининградская область)
  - Baiersfelde (1938—1946) — Майское
  - Balga (Burg) — Замок Бальга
  - Balga (Ort) — Весёлое (Калининградская область)
  - Ballen (1938—1946) — Полянское (Калининградская область)
  - Ballethen — Садовое (Калининградская область)
  - Ballupönen, Kirchspiel Tollmingkehmen, Kreis Goldap, Wittigshöfen — Дубовая роща (Калининградская область)
  - Ballupönen, Kreis Pillkallen — Полянское (Калининградская область)
  - Ballupönen, Kreis Tilsit-Ragnit — Охотничье (Калининградская область) (ныне не существует)
  - Balschkehmen — Поречье (Калининградская область)
  - Balsken (1938—1946) — Поречье (Калининградская область)
  - Barachelen — Узловое (Калининградская область) (ныне не существует)
  - Bareischkehmen — Первомайское (Калининградская область)
  - Baringen (1938—1946) — Первомайское (Калининградская область)
  - Barraginn — Бородино (Калининградская область)
  - Barsen — Косатухино (Калининградская область)
  - Bartenhof — Яблоновка (Калининградская область)
  - Bastental (1938—1946) — Мелниково (Калининградская область)
  - Bauden (1938—1946) — Никитино (Калининградская область)
  - Bawien — Никитино (Калининградская область)
  - Bekarten — Боровое (Калининградская область)
  - Bergau — Цветково (Калининградская область)
  - Bergfriede (1928—1946) — (ныне не существует)
  - Bersnicken — Ягодное (Зеленоградский район)
  - Beyershof — Боткино (Калининградская область)
  - Bieberswalde, Kreis Wehlau — Ручьи (Калининградская область)
  - Biehnendorf (1938—1945) — Ягодное (Полесский район)
  - Bieskobnicken — Охотное (Калининградская область)
  - Bilderweiten (1938—1946) — Луговое (Калининградская область)
  - Bilderweitschen — Луговое (Калининградская область)
  - Bindemark (1938—1946) — Гремячье (Калининградская область)
  - Bindschuhnen (Bindszuhnen) — Гремячье (Калининградская область)
  - Biothen — Малиновка (Калининградская область)
  - Birken (1938—1946) — Гремячье (Калининградская область)
  - Birkenberg — Дачное (Калининградская область)
  - Birkenfeld (Dorf) — Красновка (Калининградская область)
  - Birkenfeld (Gut) — Пригородный (Калининградская область)
  - Birkenmühle (1938—1946) — Калинино (Калининградская область)
  - Bittehnen — Ягодное (Полесский район)
  - Bladau — Владимировка (Калининградская область) (2008)
  - Bladiau — Пятидорожное
  - Blankenau — Ершово (Калининградская область)
  - Bledau — Сосновка (Калининградская область)
  - Blocken (1938—1946) — Отрадное (Калининградская область)
  - Blockinnen — Отрадное (Калининградская область)
  - Blöcken — Осокино (Калининградская область)
  - Blöstau — Вишнёвка (Калининградская область)
  - Bludau, Kreis Fischhausen/Samland — Кострово (Калининградская область)
  - Bögen, Kreis Preußisch Eylau — Линейное (Калининградская область)
  - Bögen, Kreis Friedland/Bartenstein — Минино (Калининградская область)
  - Bönkeim — Ильюшино (Калининградская область)
  - Böttchersdorf — Севское (Калининградская область)
  - Böttchershof — Неманское
  - Boggentin — Лермонтово (Калининградская область)
  - [Bohlen] — Ольшанка (Калининградская область) (ныне не существует)
  - Bokellen — Фрунзенское (Калининградская область)
  - Bollgehnen — Горловка (Калининградская область)
  - Bomben — Александровское (Калининградская область)
  - Bombitten — Охотное (Калининградская область)
  - Borchersdorf, Kreis Königsberg/Samland — Зеленополье
  - Bornehnen — Богатово (Калининградская область)
  - Bothenen — Тростники (Калининградская область)
  - Bothkeim — Чистополье (Калининградская область)
  - Brachfeld (1938—1946) — Узловое (Калининградская область) (ныне не существует)
  - Braheta, Bratrickenl (1938—1946) — Малая Дубровка (Калининградская область)
  - Brahmannsdorf (1938—1946) — Солнечное (Калининградская область)
  - Branden (1938—1946) — Лермонтово (Калининградская область)
  - Brandenau (1938—1946) — Берестово (Калининградская область) (ныне не существует)
  - Brandenburg — Ушаково (Новомосковское сельское поселение)
  - Brasdorf — Антоновка (Калининградская область)
  - Brasnicken — Волошино (Калининградская область)
  - Braxeinswalde — Отважное (Калининградская область)
  - Bredauen — Ягодное (Нестеровский район)
  - Bregden — Вавилово (Калининградская область)
  - Breitenstein (1938—1946) — Ульяново (Калининградская область)
  - Brenndenwalde (1938—1946) — Шилово (Калининградская область)
  - Brindlacken — Прудное (Калининградская область)
  - Brolost — Чаадаево (Калининградская область)
  - Bruch, Kreis Königsberg/Samland — Знаменка (Калининградская область)
  - Bruchfelde (1938—1946) — (ныне не существует)
  - Bruchhöfen (1928—1946) — Воскресенское (Калининградская область)
  - Bruderhof (1938—1946) — Малое Путятино (Калининградская область)
  - Brüsterort — Маяк (Калининградская область)
  - Budschedehlen — Бережки (Калининградская область)
  - Budwischken — Быстрянка (Калининградская область)
  - Bürgersdorf — Гордое
  - Bugdschen (Bugdszen) — Малая Дубровка (Калининградская область) (ныне не существует)
  - Bulitten — Авангардное
  - Burgkampen (1938—1946) — Садовое (Калининградская область)
  - Buschfelde (1938—1946) — Панфилово (Калининградская область) (ныне не существует)
  - Buttkuhnen — Покровское (Калининградская область)
  - Buylien — Дубрава (Калининградская область)

### C
- - Camanten — Климовка (Калининградская область)
  - Charlottenburg — Смольное (Калининградская область)
  - Charlottenhof, Kreis Königsberg/Samland — Бугрино (Калининградская область)
  - Charlottenthal, Kreis Bartenstein (Friedland) — Седово (Калининградская область)
  - Charlottenthal, Kreis Heiligenbeil — Дубки (Калининградская область)
  - Christinenfeld — Совхозное (Калининградская область)
  - Cranz — Зеленоградск (Калининградская область)

### D
- - Dachsfelde (1938—1946) — (ныне не существует)
  - Dachshausen (1938—1946) — Красноармейское (Калининградская область) (ныне не существует)
  - Dachsrode (1938—1946) — Партизанское (Калининградская область)
  - Dagwitten — Большедорожное (Калининградская область)
  - Dakehnen — Пензенское (Калининградская область)
  - Daken (1938—1946) — Пензенское (Калининградская область)
  - Dalheim — Рощино (Гурьевский городской округ)
  - Dallwitz — Листовое (Черняховский район)
  - Damerau, Kreis Königsberg/Samland — Соколовка (Калининградская область)
  - Daniels — Третьяковка (Калининградская область)
  - Danzkehmen — Сосновка (Калининградская область)
  - Dargen — Лунино (Балтийский район)Лунино
  - Darienen — Вербное (Калининградская область)
  - Darkehmen (Angerapp до 1938) — Озёрск (Калининградская область)
  - Degelgirren — Рубиновка (Калининградская область)
  - Degesen — Бабушкино (Калининградская область)
  - Demildschen (Demildszen) — Себежское (Калининградская область)
  - Dettmitten — Извилино (Калининградская область)
  - Deutsch Bahnau — Балтийское (Калининградская область)
  - Deutsche Thierau — Иванцово (Калининградская область)
  - Deutsch Wilten — Ермаково (Калининградская область)
  - Didlacken — Тельманово (Калининградская область)
  - Diedersdorf — Ясная Поляна (Калининградская область)
  - [Dietrichswalde] — Подлесье (Калининградская область) (ныне не существует)
  - Dingelau (1938—1946) — Борок (Калининградская область)
  - Dinglauken — Задорожное (Калининградская область)
  - Ditthausen — Красный Бор (Калининградская область)
  - Dittlacken (1938—1946) — Тельманово (Калининградская область)
  - Dösen — Скворцово (Калининградская область)
  - Dollstädt — Краснознаменское
  - Dommelkeim, Kreis Königsberg (Fischhausen) — Павлинино
  - Dommelkeim, Kreis Friedland (Bartenstein) — Филипповка
  - Domnau — Домново
  - Domtau — Долгоруково (Калининградская область)
  - Dopönen — Покрышкино (Калининградская область)
  - Dopsattel — Заречное (Калининградская область) (1992)
  - Dorotheenhof, Kreis Fischhausen/Samland — Песчаное (Калининградская область) (1997)
  - [Dorotheenhof, Kreis Preußisch Eylau] — (ныне не существует)
  - Dossitten — Черемхово (Калининградская область)
  - [Dothen] — Донское (ныне не существует)
  - Drachenberg (1938—1946) — Ново-Гурьевское
  - Drangsitten — Августовка (Калининградская область)
  - Drebnau — Зелёный Гай
  - Dreimühl (1938—1946) — Панфилово (Калининградская область)
  - Drugehnen — Переславское (Калининградская область)
  - Drugthenen — Гусевка (Калининградская область)
  - Drutschlauken — Дубровка (Калининградская область)
  - Duhnau — Барсуковка (Калининградская область)
  - Dumbeln — Кузьмино (Калининградская область)
  - Dunkershöfen — Большое Деревенское (Калининградская область) (2008)

### E
- - Ebenau (1938—1946) — Вольное (Калининградская область)
  - Ebenrode (1938—1946) — Нестеров (Калининградская область)
  - Ebertann (1938—1946) — Хлебниково (Калининградская область)
  - [Egglenischken] — Новгородское (Калининградская область) (ныне не существует)
  - Eichenrode (1938—1946) — Богатово (Калининградская область)
  - Eichhagen (1938—1946) — Заводское (Калининградская область)
  - [Eisenbart] — Константиновка (Калининградская область) (ныне не существует)
  - Eiserwagen — Белый Яр (Калининградская область)
  - Eisselbitten — Сиренево
  - Elchdorf (до 1906 — Куликово (Калининградская область)
  - Elchwerder (1938—1946) — Головкино (Калининградская область)
  - Elken (1938—1946) — Донское (Озёрский район)
  - Elkinehlen — Донское (Озёрский район)
  - Ellern (1938—1946) — Садовое (Калининградская область)
  - Elluschönen — Садовое (Калининградская область)
  - Emmahof — Богданово (Калининградская область)
  - Enzuhnen — Чкалово (Калининградская область)
  - [Erlenflet] (1938—1946) — Новоселье (Калининградская область) (ныне не существует)
  - Erlenhagen (1938—1946) — Черняхово
  - Erlensee (1938—1946) — Малое Ижевское (Калининградская область)
  - Ernsthof, Kreis Darkehmen (Angerapp) — Огородное (Калининградская область)
  - Ernsthof, Kreis Preußisch Eylau — Владимирово (Калининградская область), 1992 Краснопартизанское (Калининградская область)
  - Eschergallen (Eszergallen), Kreis Goldap — Ручейки (Калининградская область)
  - [Eschergallen (Eszergallen)], Kreis Darkehmen — Кедрово (Калининградская область) (ныне не существует)
  - Escherningken (Eszerningken), Kreis Darkehmen (Angerapp) — Кадымка
  - Escherningken (Szerningken), Kreis Gumbinnen — Михайлово (Калининградская область)
  - Escherningken (Eszerningken), Kreis Labiau — Красная Дубрава (Калининградская область)
  - Eschingen (1938—1946) — Кадымка
  - Eydtkau (1938—1946) — Чернышевское
  - Eydtkuhnen — Чернышевское
  - Eythienen — Старорусское (Калининградская область)

### F
- - Fabiansfelde — Невское (Калининградская область)
  - Fichtenberg (1935—1946) — Пески (Калининградская область)
  - Finken — Молодогвардейское (Калининградская область)
  - [Finkenwalde, Kreis Angerapp] — (ныне не существует)
  - Fischhausen — Приморск (Калининградская область)
  - Föhrenhorst (1938—1946) — Большое Мостовое (Калининградская область)
  - Forken — Подорожное (Калининградская область)
  - Fräuleinhof — Кутузово
  - [Freieneck] (1938—1946) — Кузьмино (Калининградская область) (ныне не существует)
  - Freienfeld (1938—1946) — Восточное (Калининградская область)
  - [Freudenberg, Kreis Insterburg] — Ручьи (Калининградская область) (ныне не существует)
  - Freudenberg, Kreis Wehlau — Ратное (Калининградская область)
  - Friedenberg — Дворкино (Калининградская область)
  - Friederikenthal — Нивенскоө (Калининградская область)
  - Friedland — Правдинск (Калининградская область)
  - Friedrichsberg — Псковское (Калининградская область)
  - Friedrichsfelde, Kreis Gumbinnen
  - Friedrichsfelde, Kirchspiel Darkehmen, Kreis Darkehmen (Angerapp) — Заполье (Калининградская область)
  - [Friedrichsfelde, Kirchspiel Karpowen, Kreis Darkehmen (Angerapp)] — (ныне не существует)
  - Friedrichsfelde, Kreis Labiau — Берёзовка (Калининградская область)
  - Friedrichsfelde, Kreis Bartenstein — Печорское (Калининградская область)
  - Friedrichshof, Kreis Königsberg (Samland) — Малое Лесное (Калининградская область)
  - Friedrichstein — Каменка (Калининградская область)
  - Friedrichsthal — Солдатово (Калининградская область)
  - Friedrichswalde, Kreis Gerdauen — Ново-Бийское (Калининградская область)
  - Frischenau — Ельняки (Калининградская область)
  - Frisches Haff — Калининградский залив (Калининградская область)
  - Frisching (Fluss) — Прохладная (Калининградская область)
  - Fritzen — Сосновка (Калининградская область)
  - Fritzenau (1938—1946) — Порховское (Калининградская область)
  - Fuchsberg, Kreis Königsberg/Samland — Семёново (Калининградская область)
  - Fuchsberg, Kreis Fischhausen/Samland — Холмогоровка (Калининградская область)
  - Fuchshöfen — Славянское (Калининградская область)
  - Fuchstal (1938—1946) — Речкалово (Калининградская область)
  - Fünflinden — Прохоровка (Калининградская область)
  - Fürstenwalde — Поддубное (Калининградская область)

### G
- - Gänsekrug — Каштановка (Калининградская область)
  - Gaffken — Парусное (Калининградская область)
  - Gallgarben — Маршальское (Калининградская область)
  - Gallgarben, Adlig — Опушки (Калининградская область)
  - Gallingen, Kreis Heiligenbeil — Липовка (Калининградская область)
  - Gallitten — Песочное (Калининградская область)
  - Gamsau — Подгорное (Калининградская область)
  - Garbnicken — Соловьёво (Калининградская область)
  - Gauleden — Тумановка (Калининградская область)
  - Gauten — Путилово (Калининградская область)
  - Gawaiten — Гаврилово (Калининградская область)
  - [Gedau] — Донское (Калининградская область) (ныне не существует)
  - Gehlblum — Трубкино (Калининградская область)
  - Geidau — Прозорово (Калининградская область)
  - Gellenau (1938—1946) — Малое Пензенское (Калининградская область)
  - Gelleschuhnen (Gelleszuhnen) — Малое Пензенское (Калининградская область)
  - Gembern (1938—1946) — Задорожье (Калининградская область)
  - Genditten — Берёзовка (Калининградская область)
  - Genslack — Пруды (Калининградская область)
  - Georgenau — Рощино (Калининградская область)
  - Georgenburg — Маёвка (Калининградская область)
  - Georgenfelde — Озерки (Калининградская область)
  - Georgenhain (1938—1946) — Бородино (Калининградская область)
  - Georgenswalde — Отрадное (Калининградская область)
  - Georgental — Доваторовка (Калининградская область)
  - Gerdauen — Железнодорожный (Калининградская область)
  - Germau — Русское (Калининградская область)
  - Germehnen — Наумовка (Калининградская область)
  - Gersthenen — Надеждино (Калининградская область)
  - Gertlack — Елнино (Калининградская область)
  - Gertlauken — Новая Деревня (Калининградская область)
  - Geswethen — Нагорное (Калининградская область)
  - Gidauten — Озерово, 1993 (Калининградская область)
  - Gilge — Матросово (Калининградская область)
  - [Girrehlischken] — Свободное (Калининградская область) (ныне не существует)
  - Gnadenthal — Богдановка (Калининградская область)
  - Gneisenau — Холмогорье (Калининградская область)
  - Gnottau — Ганино (Калининградская область)
  - [Gobienen] — Нагорное (Калининградская область) (ныне не существует)
  - Godrienen — Ласкино (Калининградская область)
  - Göritten — Пушкино (Калининградская область)
  - Görken, Kreis Königsberg/Samland — Ильичёво (Калининградская область)
  - Görken, Kreis Preußisch Eylau — Дубровка (Калининградская область)
  - Götzendorf, Kreis Wehlau — Детское (Калининградская область)
  - Götzlack — Крутой Яр (Калининградская область)
  - Goldbach, Kreis Wehlau — Славинск (Калининградская область)
  - Gollau — Поддубное (Калининградская область)
  - Gotthardsthal — Зверево (Калининградская область)
  - Goythenen — Геройское (Калининградская область)
  - Grasgirren — Борок (Калининградская область)
  - Graventhien — Августовка (Калининградская область)
  - Grenzberg (1938—1946) — Придорожное (Калининградская область)
  - Grenzen (1938—1946) — Некрасово (Калининградская область)
  - Grieben — Олёхово (Калининградская область)
  - Grimmen(1938—1946) — Псковское (Калининградская область)
  - Grischkehmen — Волочаево (Калининградская область)
  - Grischken (1938—1946) — Волочаево (Калининградская область)
  - [Groschenweide] (1938—1946) — Отрадное (Калининградская область) (ныне не существует)
  - Groß Allendorf — Костромино (Калининградская область)
  - Groß Astrawischken — Красное (Калининградская область)
  - Groß Asznaggen — Придорожное (Калининградская область)
  - Groß Bajohren — Майское (Калининградская область)
  - Groß Ballupönen — Охотничье (Калининградская область) (ныне не существует)
  - Groß Barthen — Озёрное (Калининградская область)
  - Groß Baum — Сосновка (Калининградская область)
  - Großbeinuhnen (1938—1946) — Чернышевка (Калининградская область)
  - Groß Berschkallen — Гремячье (Калининградская область)
  - Groß Beynuhnen — Чернышевка (Калининградская область)
  - Groß Blumenau, Kreis Fischhausen/Samland — Кремнёво (Калининградская область)
  - Groß Budlacken — Курортное (Калининградская область)
  - Groß Datzen — Спорное (Калининградская область) (ныне не существует)
  - Groß Degesen — Бабушкино (Калининградская область)
  - Groß Dexen — Нагорное (Калининградская область)
  - Groß Dirschkeim — Донское (Калининградская область)
  - Groß Drebnau — Зелёный Гай (Калининградская область)
  - Groß Dumbeln — Малое Ижевское (Калининградская область)
  - Groß Engelau — Демяновка (Калининградская область)
  - Groß Gnie — Гусево (Калининградская область)
  - Groß Grobienen — Малая Климовка (Калининградская область)
  - Groß Gubainen (1928—1946 Waldhausen) — Бережковское (Калининградская область)
  - Groß Gudellen — Западное (Калининградская область)
  - Großguden (1938—1946) — Западное (Калининградская область)
  - Groß Haferbeck — Комарово (Калининградская область)
  - Großheidekrug (1939—1946) — Взморье (Калининградская область)
  - Großheim — Костромино (Калининградская область)
  - Groß Heydekrug — Взморье (Калининградская область)
  - Groß Hohenrade — Воробьёво (Калининградская область)
  - Groß Hoppenbruch — Знаменка (Калининградская область)
  - Groß Hubnicken — Синявино (Калининградская область)
  - Groß Illmen — Пограничное (Калининградская область)
  - Groß Keylau — Поддуное (Калининградская область)
  - Groß Klitten — Черёмухово (Калининградская область)
  - Groß Krücken — Каменка (Калининградская область)
  - Groß Kuglack — Ясеньское (Калининградская область)
  - Groß Kuhren — Приморье (Калининградская область)
  - Groß Laßeningken, 1936—1938 Groß Lascheningken, 1938—1939 Groß Laschnicken — Державино (Калининградская область)
  - Groß Lauth (1938—1946) — Невское (Калининградская область)
  - Groß Legden — Доброе (Калининградская область)
  - Groß Lindenau — Озерки (Калининградская область)
  - Großlugau (1938—1946) — Чайковское (Калининградская область)
  - Groß Mischen — Свободное (Калининградская область)
  - Groß Ottenhagen — Берёзовка (Калининградская область)
  - Groß Park — Гусево (Калининградская область)
  - Groß Pelledauen — Минское (Калининградская область)
  - Groß Pentlack — Каменка (Калининградская область)
  - Groß Plauen — Федотово (Калининградская область)
  - Groß Polleiken (1938—1946) — Нилово (Калининградская область)
  - Groß Polleyken — Нилово (Калининградская область)
  - Groß Ponnau — Краснооктябрьское (Калининградская область)
  - Groß Ragauen — Рогачёвка (Калининградская область) (ныне не существует)
  - Groß Raum — Рябиновка (Калининградская область)
  - Groß Rödersdorf — Новосёлово (Калининградская область)
  - Groß Rominten — Краснолесье (Калининградская область)
  - Groß Saalau — Гончарово (Калининградская область)
  - Groß Sausgarten — Берёзовка (Калининградская область)
  - Groß Schirrau — Дальнее (Калининградская область)
  - Groß Schönau — Песково (Калининградская область) (ныне не существует)
  - Groß Schunkern — Острогорки (Калининградская область)
  - Groß Schwentischken — Пугачево (Калининградская область)
  - Groß Skaisgirren — Большаково (Калининградская область)
  - Groß Skattegirren — Отрадное (Калининградская область) (ныне не существует)
  - Groß Skirlack — Опоченское (Калининградская область)
  - Groß Sobrost — Зареченское (Калининградская область)
  - Groß Sodehnen — Некрасово (Калининградская область)
  - Groß Sporwitten — Поддубное (Калининградская область)
  - Groß Trakischken — Железнодорожное (Калининградская область)
  - Groß Uderballen — Демидово (Калининградская область)
  - Großudertal (1938—1946) — Демидово (Калининградская область)
  - Groß Uszballen — Воскресенское (Калининградская область)
  - Groß Wabbeln, Kreis Niederung (Elchniederung) — (ныне не существует)
  - Groß Wabbeln, Kreis Tilsit-Ragnit — (ныне не существует)
  - Großwaltersdorf (1938—1946) — Ольховатка (Калининградская область)
  - Großwalde (1938—1946) — Первомайское (Калининградская область) (ныне не существует)
  - Groß Waldeck — Осокино (Калининградская область)
  - Groß Wannaglauken — Первомайское (Калининградская область) (ныне не существует)
  - Groß Weißensee — Большие Горки (Калининградская область)
  - Groß Wischtecken — Шувалово (Калининградская область)
  - Groß Wohnsdorf — Курортное (Калининградская область)
  - Großzedmar (1938—1946) — Серово (Калининградская область)
  - Grünbaum — Сокольники (Калининградская область)
  - Grüneberg, Kreis Gerdauen — Кленовое (Калининградская область)
  - Grüneberg, Kreis Insterburg — Качалово (Калининградская область) (ныне не существует)
  - Grüneberg, Kreis Niederung — (ныне не существует)
  - Grünhagen — Гребное (Калининградская область)
  - Grünhaus — Зелёное (Калининградская область)
  - Grünhayn — Красная Ґорка (Калининградская область)
  - Grünheim, Kreis Gerdauen — Костромино (Калининградская область)
  - [Grünhof, Kreis Preußisch Eylau] — Кунцево (Калининградская область) (ныне не существует)
  - Grünhoff — Рощино (Калининградская область)
  - Grünlinde, Kreis Wehlau — Ершово (Калининградская область)
  - Grünlinde, Kreis Heiligenbeil — (ныне не существует)
  - Grüntann — Лазарево (Правдинский район)
  - Grünthal — Зеленцово (Калининградская область)
  - Grünwalde, Kreis Heiligenbeil — Липовка (Калининградская область)
  - Grünwalde, Kreis Bartenstein — Антоново (Калининградская область)
  - Grünweide (1938—1946) — Покрышкино (Калининградская область)
  - Grünwiese, Kreis Heiligenbeil — Берёзовка (Калининградская область)
  - [Grünwiese, Kreis Niederung/Elchniederung] — Зелёный Дол (Калининградская область) (ныне не существует)
  - Grumbkowkeiten — Правдино (Калининградская область)
  - Grumbkowsfelde (1928—1946) — Правдино (Калининградская область)
  - [Grundfeld, Kreis Goldap] (1938—1946) — Булавино (Калининградская область) (ныне не существует)
  - Grundfeld, Kreis Preußisch Eylau — Чапаево (Калининградская область)
  - Gudwainen — Заручье (Калининградская область)
  - Gudwallen — Љвовское (Калининградская область)
  - Gulbenischken — Онежское (Калининградская область)
  - Gulbensee (1938—1946) — Онежское (Калининградская область)
  - Gumbinnen — Гусев (Калининградская область)
  - Gunthenen — Привольное (Калининградская область)
  - Gurdschen (Gurdszen) — Хуторское (Калининградская область)
  - Gutenfeld — Луговое (Калининградская область)
  - Gutfließ (1938—1946) — Красная Дубрава (Калининградская область)
  - [Guwöhnen] — Рязанское (Калининградская область) (ныне не существует)

### H
- - [Haffstrom] — Шоссейное (Калининградская область) (ныне не существует)
  - Hagelsberg — Михайлово (Калининградская область)
  - Hagenfließ — Лесково (Калининградская область)
  - Hainau (1938—1946) — Высокое (Калининградская область)
  - Hallweg (1938—1946) — Рязанское (Калининградская область)
  - Hallwischken — Рязанское (Калининградская область)
  - Hansruh (1938—1946) — Заозёрное (Калининградская область)
  - Hardteck (1938—1946) — Краснолесье (Калининградская область)
  - [Harpenthal (1938—1946 Harpental)] — Володино (Калининградская область) (ныне не существует)
  - Hartental (1938—1946) — Новохатка (Калининградская область)
  - [Haselau] — Богдановка (Калининградская область) (ныне не существует)
  - Haselberg — Краснознаменск (Калининградская область)
  - Hasenberg, Kreis Wehlau — Пригородное (Калининградская область)
  - Hasenfeld (1938—1946) — Дубровка (Калининградская область)
  - Hegehof (1938—1946) — Залесье (Калининградская область) (ныне не существует)
  - Heide, Kreis Heiligenbeil — Тропинино (Калининградская область)
  - Heidewaldburg (1938—1946) — Прибрежный (Калининградская область)
  - Heiligenbeil — Мамоново (Калининградская область)
  - Heiligenkreutz — Красноторовка (Калининградская область)
  - Heiligenwalde (Dorf) — Ушаково (Низовское сельское поселение)
  - Heiligenwalde (Domäne) — Молодецкое (Калининградская область)
  - Heinrichsdorf, Kreis Bartenstein — Ровное (Калининградская область)
  - Heinrichswalde — Славск (Калининградская область)
  - Herdenau (1938—1946) — Прохладное (Калининградская область)
  - Hermannshof — Матвеевка (Калининградская область)
  - Hermsdorf — Пограничный (Багратионовский район)
  - Herzogsrode (1938—1946) — Гаврилово (Калининградская область)
  - Heyde, Kreis Friedland/Bartenstein — Костюковка (Калининградская область)
  - Heyde, Kreis Preußisch Eylau — Калмыково (Калининградская область)
  - Heyde-Waldburg — Прибрежный (Калининградская область)
  - Hindenburg — Беломорское (Калининградская область)
  - Hoch Karschau — Ново-Дорожный (Калининградская область)
  - Hochlindenberg — Подлипово (Калининградская область)
  - Hoheneck (1938—1946) — Толстово (Калининградская область)
  - Hohenfelde — Луговое (Калининградская область)
  - Hohenrode (1938—1946) — Железнодорожное (Калининградская область)
  - Hohensalzburg (1938-46) — Лунино (Калининградская область)
  - Hohenstein — Краснополье (Калининградская область)
  - Hohenwaldeck (1938—1946) — Токаревка (Калининградская область)
  - Hussehnen — Пограничное (Багратионовский район)

### I
- - Ihlnicken — Сараево (Калининградская область)
  - Ilmenhagen (1938—1946) — Белинское (Калининградская область)
  - Ilmenhorst (1938—1946) — Белкино (Калининградская область)
  - Ilmsdorf — Ново-Бобруйск (Калининградская область)
  - Inse — Причалы (Калининградская область)
  - Inster (Fluss) — Инструч (Калининградская область)
  - Insterburg — Черняховск (Калининградская область)
  - [Insterwalde] (1938—1946) — Отрадное (Калининградская область) (ныне не существует)
  - Irglacken — Калинково (Калининградская область)
  - Ischdaggen, Kreis Darkehmen (Angerapp) — Шилово (Калининградская область)
  - Ischdaggen, Kreis Gumbinnen — Лермонтово (Калининградская область)
  - [Ischdaggen, Kreis Insterburg] — Берестово (Калининградская область) (ныне не существует)
  - Iszlaudszen — Дмитриевка (Калининградская область)

### J
- - Jäcknitz — Узорное (Калининградская область)
  - [Jägerswalde] (1932—1946) — Свободное (Калининградская область) (ныне не существует)
  - Jänichen (1938—1946) — Свобода (Калининградская область)
  - Jänischken, Kreis Insterburg — Свобода (Калининградская область)
  - Jänischken, Kreis Pillkallen — Заозёрное (Калининградская область)
  - Jakobsdorf, Kreis Wehlau — Яковлево (Калининградская область)
  - Jaxen — Мельниково (Калининградская область)
  - Jentkutkampen — Садовое (Калининградская область)
  - Jenuciszki — Порховское (Калининградская область)
  - Jerlauken — Чапаево (Калининградская область) (1992)
  - Jesau — Южный (Калининградская область)
  - Jockeln — Кирпичное (Калининградская область)
  - Jodeiken — Междулесье (Калининградская область)
  - Jodlauken — Володаровка (Калининградская область)
  - [Jodschen (Jodszen), 1938—1946 — Дворики (Калининградская область) (ныне не существует)
  - [Jodschen (Jodszen), Kreis Pillkallen, 1938—1946 — Нагорное (Калининградская область) (ныне не существует)
  - Jodschinn (Jodszinn) — Чистополье (Калининградская область)
  - Jogelehnen — Дзержинское (Калининградская область)
  - Johannisberg — Ильюшино (Калининградская область)
  - Johnken — Августока (Калининградская область)
  - [Jonasthal] — Охтинское (Калининградская область) (ныне не существует)
  - Jucknischken, Kreis Gumbinnen — Станционное (Калининградская область)
  - Jucknischken, Kreis Stallupönen — Большое Мостовое (Калининградская область)
  - Juditten — Менделеево (Калининградская область)
  - Judtschen — Весёловка (Калининградская область)
  - Jürgenfelde (1938—1946) — Юдино (Калининградская область)
  - Julienhof, Kreis Königsberg — Лужки (Калининградская область)
  - Julienhof, Kreis Heiligenbeil — Большедорожное (Калининградская область)
  - Jungferndorf — Родники (Калининградская область)
  - Jungferngrund (1938—1946) — Минское (Калининградская область)
  - Jürgendorf (1938—1946) — Дзержинское (Калининградская область)
  - Jürkendorf — Богдановка (Калининградская область)
  - Jurgaitschen, Kreis Darkehmen (Angerapp) — Юдино (Калининградская область)
  - [Jurgaitschen, Kreis Goldap] — Малая Петровка (Калининградская область) (ныне не существует)
  - Jurgaitschen, Kreis Tilsit-Ragnit — Канаш (Калининградская область)

### K
- - Kadgiehnen — Пруды (Калининградская область)
  - [Kahlholz] — Лозовое (Калининградская область) (ныне не существует)
  - [Kaimelskrug] (1938—1946) — Холмы (Калининградская область) (ныне не существует)
  - Kaimen (1938—1946) — Заречье (Калининградская область)
  - Kainen — Вороново (Калининградская область)
  - Kalgen — Чайковское (Калининградская область)
  - Kallehnen, Kreis Wehlau — Рябиновое (Калининградская область)
  - Kallehnen, Kreis Tilsit-Ragnit — Калинино (Калининградская область) (ныне не существует)
  - Kallen — Цветное (Калининградская область)
  - Kallnen, Kreis Darkehmen — Ново-Гурьевское (Калининградская область)
  - [Kallnen, Kreis Gumbinnen] — (ныне не существует)
  - Kallningken — Прохладное (Калининградская область)
  - Kaltenbach (1938—1946) — Шатково (Калининградская область)
  - Kamanten, Kreis Darkehmen (Angerapp) — Климовка (Калининградская область)
  - [Kamanten, Kreis Tilsit-Ragnit] — Узловое (Калининградская область) (ныне не существует)
  - Kanten — Ельники (Калининградская область)
  - Kanthausen (1938—1946) — Весёловка (Калининградская область)
  - Kapkeim — Вишнёвое (Калининградская область)
  - Kapsitten — Ягодное (Правдинский городской округ)
  - Karben — Пригоркино (Калининградская область)
  - Kariotkehmen — Новоселье (Калининградская область)
  - Karkeln — Мысовка (Калининградская область)
  - Karkeim (1938—1946) — Новоселье (Калининградская область)
  - Karlshof, Kreis Fischhausen/Samland — Черёмухино (Калининградская область)
  - Karlshof, Kreis Königsberg/Samland — Совхозное (Калининградская область)
  - Karlshof, Kreis Preußisch Eylau — Тамбовское (Калининградская область)
  - Karmitten — Отрадное (Калининградская область)
  - Karpau — Ярки (Калининградская область)
  - Karpauen (1938—1946) — Некрасово (Калининградская область)
  - [Karolinen] — Донское (Калининградская область) (ныне не существует)
  - Karpowen — Некрасово (Калининградская область)
  - Karschau, Kreis Bartenstein (Friedland) — Киселёвка (Калининградская область)
  - Karteningken — Собиново (Калининградская область)
  - [Kaschemeken (Kaszemeken)] — Белинское (Калининградская область) (ныне не существует)
  - [Kaschen] (1938—1946) — Белинское (Калининградская область) (ныне не существует)
  - Kaspershöfen — Дорожное (Калининградская область)
  - Kassuben — Ильинское (Калининградская область)
  - Katharinenhof — Южный (Калининградская область) (1992)
  - Kathrinlacken — Ново-Каменское (Калининградская область)
  - Kattenau — Заветы (Калининградская область)
  - Katzkeim — Сторожевое (Калининградская область)
  - Kaukehmen — Ясное (Калининградская область)
  - Kaveling — Сосновка (Калининградская область)
  - [Kavern] — Первомайское (Калининградская область) (ныне не существует)
  - Kawernicken (1938—1946) — Одеское, Ольховка (Калининградская область)
  - Kawerninken — Одеское, Ольховка (Калининградская область)
  - Kaydann — Бычково (Калининградская область)
  - Kaymen — Заречье (Калининградская область)
  - Keimkallen — Краснодонское (Калининградская область)
  - Kekorischken — Окунёво (Калининградская область)
  - Kellmen (1938—1946) — Красный Бор (Калининградская область)
  - Kellmienen — Красный Бор (Калининградская область)
  - Kerlaten (1938—1946) — Салтыково (Калининградская область)
  - Kermuschienen (1936—1938) — Порховское (Калининградская область)
  - Kerulaten — Салтыково (Калининградская область)
  - Kiaunen — Ветряк (Калининградская область)
  - Kiauten, Kreis Fischhausen/Samland — Лужки (Калининградская область)
  - Kiauten, Kreis Goldap — Смирново (Калининградская область)
  - Kiehlendorf — Тихое (Калининградская область)
  - Kieselkehmen — Константиновка (Калининградская область)
  - Kieselkeim (1938—1946) — Константиновка (Калининградская область)
  - Kilgis — Красноармейское (Калининградская область) (1992)
  - Kinderhausen (1938—1946) — Детское (Калининградская область)
  - Kinderweitschen — Детское (Калининградская область)
  - Kingitten — Лиски (Калининградская область)
  - Kipitten — Холмогорье (Калининградская область)
  - Kirche Schaaken — Жемтчужное (Калининградская область)
  - Kirchengrund — Храброво (Калининградская область)
  - Kirpehnen — Поваровка (Калининградская область)
  - Kirschappen, Kreis Fischhausen/Samland — Дружба (Калининградская область)
  - Kirschappen, Kreis Königsberg/Samland — Придорожное (Калининградская область)
  - Kirschkeim (1938—1946) — Февральское (Калининградская область)
  - Kirschnehnen — Василково (Калининградская область)
  - Kissitten, Kreis Preußisch Eylau — Побережье (Калининградская область) (1992)
  - Klaussen — Дубровка (Калининградская область)
  - Klaussitten — Мичурино (Калининградская область)
  - Kleedorf (1938—1946) — Собиново (Калининградская область)
  - Kleinau (1938—1946) — Малая Петровка (Калининградская область) (ныне не существует)
  - Kleinbachrode (1938—1946) — Прохладное (Калининградская область)
  - Klein Bärwalde — Ивановка (Калининградская область)
  - Kleinbergental — Дубовское (Калининградская область)
  - Kleinbeinuhnen (1938—1946) — Ульяновское (Калининградская область)
  - Klein Beynuhnen — Ульяновское (Калининградская область)
  - Kleinblecken — Северный (Калининградская область)
  - Klein Blumenau, Kreis Fischhausen/Samland — Кремнёво (Калининградская область)
  - Klein Budlacken — Салтыково (Калининградская область)
  - Klein Datzen — Замостье (Калининградская область)
  - Klein Degesen — Выселки (Калининградская область)
  - Klein Dexen — Фурманово (Калининградская область)
  - Klein Dirschkeim — Дворики (Калининградская область)
  - Klein Drebnau — Молочное (Калининградская область)
  - Klein Dumbeln, Kreis Darkehmen — Карповка (Калининградская область)
  - Kleinfriedeck (1938—1946) — Заозёрное (Калининградская область)
  - Kleinfritzenau (1938—1946) — Прудное (Калининградская область)
  - Klein Gnie — Мозырь (Калининградская область)
  - [Kleingrenzberg] (1938—1946) — (ныне не существует)
  - Klein Hohenhagen — Озёрное (Калининградская область)
  - Klein Hoppenbruch — Ульяновка (Калининградская область)
  - Klein Hubnicken — Кленовое (Калининградская область)
  - Klein Ilmsdorf — Охотничье (Калининградская область)
  - [Klein Kallweitschen] — Малое Белозёрное (ныне часть посёлка Ягодное)
  - Kleinkamanten (1938—1946) — Себежское (Калининградская область)
  - Klein Karpau (1938—1946) — Мальцево (Калининградская область)
  - Klein Karpowen — Мальцево (Калининградская область)
  - Klein Kitten — Сторожевое (Калининградская область)
  - Klein Kolpacken — Прохладное (Калининградская область)
  - Kleinkranichfelde (1938—1946) — Карповка (Калининградская область)
  - Klein Krücken — Каменка (Калининградская область)
  - Klein Kuhren — Филино (Калининградская область)
  - Klein Lauth — Сергеево (Калининградская область)
  - Kleinlucken (1938—1946) — Выселки (Калининградская область)
  - [Klein Norgau] — (ныне не существует)
  - Klein Nuhr — Суходолье (Калининградская область)
  - Klein Obscherningken — Чистополье (Калининградская область) (ныне не существует)
  - Klein Pentlack — Сергеевка (Калининградская область)
  - [Klein Polleiken] (1938—1946) — Новое Нилово (Калининградская область) (ныне не существует)
  - Klein Polleyken — Новое Нилово (Калининградская область) (ныне не существует)
  - Kleinpreußenbruch (1938—1946) — Столбовое (Калининградская область)
  - Klein Pruszillen/Pruschillen — Столбовое (Калининградская область)
  - Klein Sausgarten — Большое Озёрное (Калининградская область)
  - Kleinsausreppen (1938—1946) — Пески (Калининградская область)
  - Klein Schönau — Октябрьское (Калининградская область)
  - [Klein Sporwitten] — Восточное (Калининградская область) (ныне не существует)
  - Klein Tarpupönen — Раздольное (Калининградская область)
  - [Kleinwalde] (1938—1946) — Чистополье (Калининградская область) (ныне не существует)
  - Klein Waldeck — Новосёлки (Калининградская область)
  - Klein Wickbold — Малое Отважное (Калининградская область)
  - Kleschauen (1938—1946) — Кутузово (Калининградская область)
  - Kleschowen (Kleszowen) — Кутузово (Калининградская область)
  - [Klimmen] (1938—1946) — Малая Дубровка (Калининградская область) (ныне не существует)
  - Klinthenen — Знаменка (Калининградская область)
  - [Klinthenen, Forsthaus] — Лесково (Калининградская область) (ныне не существует)
  - Klonofken — Панфилово (Калининградская область)
  - Kloschenen — Лукино (Калининградская область)
  - Klycken — Клюквенное (Калининградская область)
  - Knäblacken — Междулесье (Калининградская область)
  - Knauten — Прудки (Калининградская область)
  - Kniepitten — Берёзовка (Калининградская область)
  - Knöppelsdorf — Рассвет (Калининградская область)
  - Kobbelbude, Kreis Fischhausen/Samland — Боброво (Калининградская область)
  - Kobbelbude, Kreis Königsberg/Samland — Светлое (Калининградская область)
  - [Kobjeiten] — (ныне не существует)
  - Köllmisch Damerau — Ольховка (Калининградская область)
  - Königlich Damerau — Ольховка (Калининградская область)
  - Königsberg — Калининград (Калининградская область)
  - Königsfelde — Ново-Славянское (Калининградская область)
  - Königsgarten (1938—1946) — Шматовка (Калининградская область)
  - Königskirch (1938—1946) — Канаш (Калининградская область)
  - [Königstann] — Сельцы (Калининградская область) (ныне не существует)
  - [ Köthen (Ostpreußen) ] — Солдатово (Калининградская область) (ныне не существует)
  - Koggen — Нагорное (Калининградская область)
  - Kompehnen — Нивы (Калининградская область)
  - [Kondehnen, Kreis Fischhausen/Samland] — Славянское (Калининградская область) (ныне не существует)
  - Kondehnen, Kreis Königsberg/Samland — Аистово (Калининградская область)
  - Konradshof (1938—1946) — Нагорное (Калининградская область)
  - Konradshorst — Георгиевское (Калининградская область)
  - [Konradswalde Kreis Heiligenbeil] — (ныне не существует)
  - Konradswalde, Kreis Königsberg/Samland — Константиновка (Калининградская область)
  - Kopainen — Большедорожное (1992 Гоголево (Калининградская область)
  - Korben — Краснофлотское (Калининградская область)
  - Korjeiten — Путилово (Калининградская область)
  - Korniten — Люблино (Калининградская область)
  - Korreynen — Дубрава (Калининградская область)
  - Korschellen — Мичурино (Калининградская область)
  - Korschenruh — Ладыгино (Калининградская область)
  - Kortmedien — Костромино (Калининградская область)
  - Korwingen — Ольховое (Калининградская область)
  - Korwlack — Рябинино (Калининградская область)
  - Kowarren — Заозёрное (Калининградская область)
  - Kraam — Грачёвка (Калининградская область)
  - Kragau — Прохладное (Калининградская область)
  - Kranichfelde (1938—1946) — Кузьмино (Калининградская область)
  - Krattlau — Сычёво (Калининградская область)
  - Krauleidszen/Krauleidschen — Колхозное (Калининградская область)
  - Kraupischken — Ульяново (Калининградская область)
  - Kraussen — Борисово (Калининградская область)
  - Kremitten, Kreis Wehlau — Лозовое (Калининградская область)
  - Kreuzburg — Славское (Калининградская область)
  - Kreuzhausen (1938—1946) — Садовое (Калининградская область)
  - Kreuzingen (1938—1945) — Большаково (Калининградская область)
  - Kropiens — Гаево (Калининградская область)
  - Krücken — Каменка (Калининградская область)
  - Krug Lauth — Малое Исаково (Калининградская область)
  - Krumteich — Зеленополье (Калининградская область)
  - Kruschinnen — Крушинино (Калининградская область)
  - [Kubillehlen] — Кузьмино (Калининградская область) (ныне не существует)
  - Kuckerneese (1938—1945) — Ясное (Калининградская область)
  - Kuggen — Первомайское (Калининградская область)
  - Kuglack — Ясеньское (Калининградская область)
  - Kuglacken — Кудрявчево (Калининградская область)
  - Kumehnen — Кумачёво (Калининградская область)
  - Kuikeim — Баевка (Калининградская область)
  - Kukers — Междулесье (Калининградская область)
  - [Kundschicken (Kundszicken)] — Шишково (Калининградская область) (ныне не существует)
  - Kunigehlen — Отрадное (Калининградская область)
  - [Kunzen] — Красноречье (Калининградская область) (ныне не существует)
  - Kurische Nehrung — Куршская коса (Калининградская область)
  - Kurisches Haff — Куршский залив (Калининградская область)
  - Kurkenfeld — Аблучье (Калининградская область)
  - [Kurland] — Васильевка (Калининградская область) (ныне не существует)
  - Kurnehnen — Кругловка (Калининградская область)
  - Kurnen (1938—1946) — Кругловка (Калининградская область)
  - Kurschen — Кузьмино (Калининградская область)
  - Kussen — Весново (Калининградская область)
  - Kutschitten — Знаменское (Калининградская область)
  - Kuttenhöh (1938—1946) — Сосняки (Калининградская область)
  - Kuxtern — Курган (Калининградская область)

### L
- - Labiau — Полесск (Калининградская область)
  - Lampasch — Надеждино (Калининградская область)
  - Landwehr (1938—1946) — Нагорное (Калининградская область)
  - Langendorf, Kreis Königsberg/Samland — Моргуново (Калининградская область)
  - Langendorf, Kreis Wehlau — Сокольники (Калининградская область)
  - Langhöfel — Грибки (Калининградская область)
  - Lank — Ильичёвка (Калининградская область)
  - Lapsau — Заозёрье (Калининградская область)
  - Laptau — Муромсқое (Калининградская область)
  - Laschnicken — Державино (Калининградская область)
  - Lasdehnen — Краснознаменск (Калининградская область)
  - Lauck — Мушкино (Калининградская область)
  - Laukitten — Большедорожное (Калининградская область)
  - Laukupönen — Черняхово (Калининградская область)
  - Lauth — Большое Исаково (Калининградская область)
  - Lautkeim — Тростники (Калининградская область)
  - Lawdt — Невское (Калининградская область)
  - Lawischken — Петровское (Калининградская область)
  - Lawo — Крупино (Калининградская область)
  - Leegen — Знаменка (Калининградская область)
  - Legden — Доброе (Калининградская область)
  - Legehnen, Kreis Fischhausen/Samland — Поповка (Калининградская область) (ныне не существует)
  - Legehnen, Kreis Labiau — Барсуковка (Калининградская область)
  - Legen (1938—1946) — Жигулёво (Калининградская область) (ныне не существует)
  - Legitten — Победино (Калининградская область)
  - Legnitten — Пролетарское (Калининградская область)
  - Leidtkeim — Бољшаковское (Калининградская область)
  - Leipeningken — Доваторовка (Калининградская область)
  - Leißen — Долгоруково (Калининградская область)
  - Leißienen — Родники (Калининградская область)
  - Leisuhnen (1938—1945) — Щукино (Калининградская область)
  - Lengwethen — Лунино (Калининградская область)
  - Lenkimmen — Липки (Калининградская область)
  - [Leputschen] — Лермонтово (Калининградская область) (ныне не существует)
  - Lethenen — Урожайное (Калининградская область)
  - Lewitten — Солдатское (Калининградская область)
  - Leysuhnen — Щукино (Калининградская область)
  - [Lichtenfelde] — Свободное (Калининградская область) (ныне не существует)
  - Lichtenhagen — Яблоневка (Калининградская область)
  - Liebenfelde (1938—1945) — Залесье (Калининградская область)
  - Liepnicken — Заречное (Калининградская область) (1992)
  - Lieskendorf — Лискино (Калининградская область)
  - Linde — Михайловка (Калининградская область)
  - [Lindenberg, Kreis Insterburg] — Заозёрное (Калининградская область) (ныне не существует)
  - Lindendorf — Ягодное (Гвардейский городской округ)
  - Lindenhaus (1938—1946)
  - Linkau — Тихореченское (Калининградская область)
  - Linkehnen — Весёлый (Калининградская область)
  - Linken — Кошевое (Калининградская область)
  - Linkischken — Свердлово (Калининградская область)
  - Lisettenfeld — Кошевое (Калининградская область)
  - Liska-Schaaken — Некрасово (Калининградская область)
  - Lixeiden — Обухово (Калининградская область)
  - Lobitten — Луговское (Калининградская область)
  - [Lochstädt] — Павлово (Калининградская область) (ныне не существует)
  - [Löffkeshof] (1938—1946) — Охотничье (Калининградская область) (ныне не существует)
  - Lönhöfen (Lehnhöfen) — Ясное (Калининградская область)
  - [Lönkendorf] — Прудки (Калининградская область) (ныне не существует)
  - Löwenhagen — Комсомольск (Калининградская область)
  - Lokehnen — Яблочкино (Калининградская область)
  - [Loken] (1938—1946) — Стрельцово (Калининградская область) (ныне не существует)
  - Lopsienen — Рогачово (Калининградская область)
  - Louisenfelde — Разино (Калининградская область)
  - Louisenhof, Kreis Heiligenbeil — Вороново (Калининградская область)
  - [Loyken] — Стрельцово (Калининградская область) (ныне не существует)
  - Ludwigsfelde — Серёгино (Калининградская область)
  - Ludwigsort — Ладушкин (Калининградская область)
  - Ludwigswalde — Лесное (Калининградская область)
  - Lugowen — Чайковское (Калининградская область)
  - Luschen — Фурманово (Калининградская область)

### M
- - Magotten — Речное (Калининградская область)
  - Mahnsfeld — Полевое (Калининградская область)
  - Makunischken — Токаревка (Калининградская область)
  - Maldaiten — Фёдорово (Калининградская область)
  - Maleiken (1938—1946) — Нелидово (Калининградская область)
  - Maleyken — Нелидово (Калининградская область)
  - Mallenuppen — Задорожье (Калининградская область)
  - Mallwen (1938—1946) — Майское (Калининградская область)
  - Mallwischken — Майское (Калининградская область)
  - Mandtkeim — Майский (Калининградская область)
  - Maraunen, Kreis Heiligenbeil — Михайловское (Калининградская область)
  - Marienhagen — Семёново (Калининградская область)
  - Marienhöh — Северный (Калининградская область)
  - Markehnen — Красновка (Калининградская область)
  - Markthausen (1938—1946) — Высокое (Калининградская область)
  - Marscheiten — Марьинское (Калининградская область)
  - Marschenen — Волочаевское (Калининградская область)
  - [Matten] (1938—1946) — Рыбалково (Калининградская область) (ныне не существует)
  - [Matternischken] — Рыбалково (Калининградская область)
  - Mattischkehmen — Совхосное (Калининградская область)
  - [Matzutkehmen (Kreis Gumbinnen)] (1938—1946) — Речица (Калининградская область) (ныне не существует)
  - [Matzkahlen] — Богатово (Калининградская область) (ныне не существует)
  - [Matzutkehmen (Kreis Goldap)] — (ныне не существует)
  - [Matzutkehmen (Kreis Gumbinnen)] — Речица (Калининградская область) (ныне не существует)
  - [Mecken] — Свободное (Калининградская область) (ныне не существует)
  - Medenau — Логвино (Калининградская область)
  - Mednicken — Дружное (Калининградская область)
  - Mehlauken — Залесье (Калининградская область)
  - Mehlkehmen — Калинино (Калининградская область)
  - Melonkeim — Боровое (Калининградская область)
  - Memel (Fluss) — Неман (Калининградская область)
  - Menken (1938—1946) — Демидовка (Калининградская область)
  - Menkimmen — Демидовка (Калининградская область)
  - Mertensdorf — Тёмкино (Калининградская область)
  - Metgethen — (Посёлок) имени Александра Космодемьянского (Калининградская область)
  - Mettkeim — Новгородское (Калининградская область)
  - Michelau — Каменка (Калининградская область)
  - Milchbude, Kreis Darkehmen (Angerapp) — Лесничье (Калининградская область)
  - Milluhnen — Илюшино (Калининградская область)
  - Mollehnen — Каштановка (Калининградская область)
  - Molsehnen — Космодемьянское (Калининградская область)
  - Moterau — Забарье (Калининградская область)
  - Mühlengarten (1938—1946) — Илюшино (Калининградская область)
  - Mühlhausen, Kreis Preußisch Eylau — Гвардейское (Калининградская область)
  - Mühling — Холмогорье (Калининградская область)
  - Mükühnen — Московское, Некрасово (Калининградская область)
  - Mülsen — Холмы (Калининградская область)
  - Mulden (1938—1946) — Перевалово (Калининградская область)
  - Muldenwiese (1938—1946) — Медведевка (Калининградская область)
  - [Muldschählen/Muldszählen] — (ныне не существует)
  - Muldschehlen/Muldszehlen — Медведевка (Калининградская область)
  - Muldschen/Muldszen — Перевалово (Калининградская область)
  - Mulk — Северный (Калининградская область)
  - Murgischken — Мелниково (Калининградская область)

### N
- - Nadrau, Kreis Fischhausen/Samland — Низовка (Калининградская область)
  - Nassawen — Лесистое (Калининградская область)
  - Naudwarrischken — Чистополье (Калининградская область)
  - Naukritten — Алёхино (Калининградская область)
  - Naunienen — Березовка (Калининградская область)
  - Nautzau — Коврово (Калининградская область)
  - Nautzken — Добрино (Калининградская область)
  - Nemmersdorf — Маяковское (Калининградская область)
  - Nemonien — Головкино (Калининградская область)
  - Nendrinn — Ивановка (Калининградская область)
  - Nesselbeck — Орловка (Калининградская область)
  - Nettienen — Красная Горка (Калининградская область)
  - Neucken — Дубки (Калининградская область)
  - Neudamm (Dorf) — Васильково (Калининградская область)
  - Neudamm (Gut) — Малое Васильково (Калининградская область)
  - Neuendorf, Kreis Fischhausen — Дивное (Балтийский городской округ)
  - Neuendorf, Kreis Gerdauen — Новосёлки (Калининградская область)
  - Neuendorf, Kreis Insterburg — Загородное (Калининградская область)
  - Neuendorf, Kreis Königsberg — Узловое (Калининградская область)
  - Neuendorf, Kreis Wehlau — Кругловка (Калининградская область)
  - Neuhausen — Гурьевск (Калининградская область)
  - Neuhöhe, Kreis Gerdauen — Васильевка (Калининградская область)
  - Neuhof, Kreis Gerdauen — Совхосное (Калининградская область)
  - Neu Kattenau — Нежинское (Калининградская область)
  - Neu Katzkeim — Баркасово (Калининградская область)
  - Neukirch — Тимирязево (Калининградская область)
  - Neukuhren — Пионерский (Калининградская область)
  - Neulepkau (1938—1946) — Орехово (Калининградская область)
  - Neu Löbkojen — Орехово (Калининградская область)
  - Neumühl, Kreis Wehlau — Костромино (Калининградская область)
  - Neupassau — Михайлово (Калининградская область)
  - Neu Pillkallen — Мошенское (Калининградская область)
  - Neu Sauskoyen — Россошанка (Калининградская область)
  - Neusauswalde (1938—1946) — Россошанка (Калининградская область)
  - Neu Schnakeinen — Побережье (Калининградская область)
  - Neusobrost (1938—1946) — Кочкино (Калининградская область)
  - Neu Trakehnen (1928—1946) — Фурмановка (Нестеровский район)
  - Neu Waldeck — Каштаново (Калининградская область)
  - Newecken — Тимирязево (Калининградская область)
  - Nickelsdorf, Kreis Königsberg/Samland — Овражное (Калининградская область)
  - [Nodems] — Окунёво (Калининградская область) (ныне не существует)
  - Nöttnicken — Прислово (Калининградская область)
  - Nonnenhausen — Михайловское (Калининградская область)
  - Nordenburg — Крылово (Калининградская область)
  - Nordenthal, Kreis Gerdauen — Некрасовка (Калининградская область)
  - Norgau — Медведево (Калининградская область)
  - Norgehnen, Kreis Fischhausen/Samland (1938—1946 Schugsten) — Шатрово (Калининградская область)
  - Norgehnen Kreis Königsberg/Samland — Стрельцово (Калининградская область)
  - Norkitten — Междуречье (Калининградская область)
  - Nortycken — Горбатовка (Калининградская область)
  - Nuskern — Безымянка (Калининградская область)

### O
- - Ober Blankenau — Черкасово (Калининградская область)
  - Ober Ecker — Поречье (Калининградская область) (ныне не существует)
  - Oberndorf (1938—1946) — Быстрянка (Калининградская область)
  - Oberschwalben (1938—1946) — Лермонтово (Калининградская область) (ныне не существует)
  - Obrotten — Ольшанка (Калининградская область)
  - Obscherninken, до 1936 Obszerninken, Kreis Labiau (ныне не существует)
  - Obscherninken, до 1936 Obszerninken, Kreis Wehlau — Партизанское (Калининградская область)
  - Oettingen (1938—1946) — Сосновка (Калининградская область)
  - Oscheningken (Oszeningken), Kreis Goldap — Карпинское (Калининградская область)
  - Oschern (1938—1946) — Короленково (Калининградская область)
  - Oschkin — Короленково (Калининградская область)
  - Ostdorf (1938—1946) — Самарское (Калининградская область) (ныне не существует)
  - Otterwangen (1938—1946) — Извилино (Калининградская область)
  - Ottoberg — Нечаево (Калининградская область)

### P
- - Pabbeln, Kreis Goldap — Карамышево (Калининградская область)
  - Pabbeln, Kreis Gumbinnen — Северское (Калининградская область)
  - Pabbeln, Kreis Insterburg — Сенцово (Калининградская область)
  - Packerau, Kreis Heiligenbeil — Ясное (Калининградская область) (ныне не существует)
  - Packerau, Kreis Preußisch Eylau — Майское (Калининградская область)
  - Padaggen — Лазарево (Неманский район) (ныне не существует)
  - Palmburg — Прибрежное (Калининградская область)
  - Palmnicken — Янтарный (Калининградская область)
  - Palpasch — Песочное (Калининградская область)
  - Panjes — Осокино (Калининградская область)
  - Panzerlauken/Panzerfelde — Октябрьское (Калининградская область)
  - Paplauken — Тимирязево (Калининградская область)
  - Parnehnen — Красный Яр (Калининградская область)
  - Partheinen — Московское (сельское поселение Пограничное)
  - Partsch — Холмогорье (Калининградская область)
  - Parwen (1938—1946) — Пески (Калининградская область)
  - Parwischken — Пески (Калининградская область)
  - Paskalwen — Дубки (Калининградская область)
  - Patersort — Береговое (Калининградская область)
  - Paterswalde — Большая Поляна (Калининградская область)
  - [Patilszen/Patilschen, Kreis Pillkallen] — Отрадное (Калининградская область) (ныне не существует)
  - Patranken — Октябрьское, 1992 Красноармейское (Калининградская область)
  - Peißnick — Холмогорье (Калининградская область)
  - Pelkeninken — Кабаново (Калининградская область)
  - Pellau (1938—1946) — Шилово (Калининградская область)
  - Pelludschen (Pelludszen) — Шилово (Калининградская область)
  - Penken — Подгорное (Калининградская область)
  - Pentlack — Каменка (Калининградская область)
  - Perkappen, Kreis Friedland/Bartenstein — Нагорное (Калининградская область)
  - Perkappen, Kreis Labiau — Полтавское (Калининградская область)
  - Perkuiken, Kreis Preußisch Eylau — Берёзовка (Багратионовский район)
  - Perkuiken, Kreis Wehlau — Нахимово (Калининградская область)
  - Perpolken — Белово (Калининградская область)
  - Perwissau — Рожково (Калининградская область)
  - Petersdorf, Kreis Wehlau — Куйбышевское (Калининградская область)
  - Peterstal (1938—1946) — Шиповниково (Калининградская область)
  - Petrikatschen — Пригородное (Калининградская область)
  - Peyse — Светлый (Калининградская область)
  - Pfalzrode (1938—1946) — Карпинское (Калининградская область)
  - Philippsthal — Филипповка (Калининградская область)
  - [Piaten] — Междуречье (Калининградская область)
  - Pieskeim — Берёзовка (Калининградская область)
  - Pilgrim — Солдатское (Калининградская область)
  - Pillau — Балтийск (Калининградская область)
  - Pillkallen (Pilkallen), Kreis Darkehmen (Angerapp) — Мошенское (Калининградская область)
  - Pillkallen, Kreis Pillkallen — Доброволск (Калининградская область)
  - Pillkallen, Kreis Gumbinnen — Толстово (Калининградская область)
  - Pillkoppen — Морское (Калининградская область)
  - Pillupönen, Kreis Insterburg — Сосняки (Калининградская область)
  - Pillupönen, Kreis Stallupönen — Невское (Калининградская область)
  - Pilzen — Дубровка (Калининградская область)
  - Pinnau — Зеленово (Калининградская область)
  - [Plagbuden] — Узловое (Калининградская область) (ныне не существует)
  - Plattnischken (до 1928) — Боровое (Калининградская область)
  - Plauen — Федотово (Калининградская область)
  - Plauendorf (1938—1946) — Плавни (Калининградская область)
  - Plautwehnen — Ракитное (Калининградская область)
  - Plawischken — Плавни (Калининградская область)
  - Pliдо chken — Глушково (Калининградская область)
  - Plickau (1938—1946) — Шевцово (Калининградская область)
  - Plikow — Шевцово (Калининградская область)
  - Plinken — Лесенково (Калининградская область)
  - Plössen — Приволное (Калининградская область)
  - Plöstwehnen — Иркутское (Калининградская область)
  - Pluttwinnen — Вершинино (Калининградская область)
  - Plompen — Раевское (Калининградская область)
  - Pobethen — Романово (Калининградская область)
  - Podewitten — Малиновка (Калининградская область)
  - Podollen — Лозовое (Калининградская область)
  - [Podschohnen (Podszohnen)] — Панфилово (Калининградская область) (ныне не существует)
  - Poduhren — Ореховка (Калининградская область)
  - Pöhlen — Верное (Калининградская область)
  - [Pörschken (Heiligenbeil)] — (ныне не существует)
  - Pogauen — Высокое (Калининградская область)
  - Poggenpfuhl — Менделеево (Калининградская область)
  - (Königlich) Pogrimmen — Псковское (Калининградская область)
  - (Adlig) Pohren — Раздольное (Калининградская область)
  - [(Königlich, auch Köllmisch) Pohren] — (ныне не существует)
  - [Pojerstieten bei Kumehnen, Kreis Fischhausen] — (ныне не существует)
  - Pojerstieten bei Wargen, Kreis Fischhausen
  - Pokalkstein — Богатое (Калининградская область)
  - Pokarben — Ушаково (Калининградская область)
  - Polennen — Круглово (Калининградская область)
  - Polleiken (1938—1946) — Нилово (Калининградская область)
  - Polleyken — Нилово (Калининградская область)
  - Polnisch Bahnau (до 1920) — Балийское (Калининградская область)
  - Pompicken — Долгоруково (Калининградская область)
  - [Ponacken] — (ныне не существует)
  - Ponarth — Димитрово (Калининградская область)
  - Popehnen — Звеньевое (Калининградская область)
  - [Popelken, Kreis Tilsit] — (ныне не существует)
  - Popelken, Kreis Labiau — Высокое (Калининградская область)
  - Poplitten — Ново-Московское (Калининградская область)
  - Popowken, Kreis Gerdauen — Кочкино (Калининградская область)
  - Poppendorf — Зорино (Калининградская область)
  - Porschkeim — Побережье (Калининградская область) (1992)
  - Posmahlen — Пушкино (Калининградская область)
  - Posselau — Александровка (Калининградская область)
  - Possindern — Рощино (Калининградская область)
  - Postehnen — Передовое (Калининградская область)
  - Pottlitten — Первомайское (Калининградская область)
  - Powarben — Степное (Калининградская область)
  - (Adlig) Powayen, Kreis Fischhausen/Samland — Черепаново
  - Bahnhof Powayen, Kreis Fischhausen/Samland — Шиповка (Калининградская область)
  - [Powayen, Kreis Friedland/Bartenstein] — (ныне не существует)
  - Powunden — Храброво (Калининградская область)
  - Praddau — Солнечное (Калининградская область)
  - Prätlack — Крымское (Калининградская область)
  - Prappeln — Чапаево (Калининградская область)
  - Praßfeld (1938—1946) — Муравьёво (Калининградская область)
  - Praßlauken — Муравьёво (Калининградская область)
  - Pregel (Fluss) — Преголя (Калининградская область)
  - Pregelau — Ушаково (Калининградская область)
  - [Pregelswalde, Kreis Königsberg/Samland] — (ныне не существует)
  - Pregelswalde, Kreis Wehlau — Заречье (Калининградская область)
  - Preußisch Arnau — Родники (Калининградская область)
  - Preußisch Bahnau — Зеленодольское (Калининградская область)
  - Preußisch Battau — Доброе, 1993 (Калининградская область)
  - Preußisch Eylau — Багратионовск
  - [Preußischnassau] (1938—1946) — Новгородское (Калининградская область) (ныне не существует)
  - [Preußisch Thierau] — Панфилово (Калининградская область) (ныне не существует)
  - Preußisch Wilten — Знаменское (Калининградская область)
  - [Progen] — Поспелово (Калининградская область) (ныне не существует)
  - Pronitten — Славянское (Калининградская область)
  - Prosit — Желудёво (Калининградская область)
  - Puschkeiten — Сосновка (Калининградская область)

### Q
- - Quednau — Северная Гора (Калининградская область)
  - Quellental (1938—1946) — Новославкино (Калининградская область)
  - Quilitten — Жуковка (Калининградская область)

### R
- - Rabeneck (1938—1946) — Свердлово (Калининградская область)
  - Radnicken — Родники (Калининградская область)
  - Ragnit — Неман (Калининградская область)
  - Rambsen — Ключевое (Калининградская область)
  - [Ramfelde] (1938—1946) — Задорожье (Калининградская область) (ныне не существует)
  - [Ramoschkehmen] — Задорожье (Калининградская область) (ныне не существует)
  - Ramsen — Заречное (Калининградская область)
  - Rantau — Заостровье (Калининградская область)
  - Rauben, Kreis Darkehmen (Angerapp) — Рубиновка (Калининградская область)
  - [Rauben, Kreis Insterburg] — (ныне не существует)
  - Raudohnen (1936—1938) — Волково (Калининградская область)
  - Raunen (1938—1946) — Волково (Калининградская область)
  - Rauschen, Kreis Gerdauen — Чайкино (Калининградская область)
  - Rauschen, Kreis Königsberg (Fischhausen) — Светлогорск (Калининградская область)
  - Rauschnick — Тимирязево (Калининградская область)
  - Rautenberg — Узловое (Калининградская область)
  - [Redden] — Пограничное (Калининградская область) (ныне не существует)
  - Regehnen — Дубровка (Калининградская область)
  - Rehfeld (1938—1946) — Боровое (Калининградская область)
  - Reichau — Черепаново
  - Reiterhof (1938—1946) — Докучаево (Калининградская область)
  - Rentengut, Kreis Labiau — Лосево (Калининградская область)
  - Ribben (1938—1946) — Уварово (Калининградская область)
  - Ribbenischken — Уварово (Калининградская область)
  - Richau — Тельманово (Калининградская область)
  - Rinau — Чайкино (Калининградская область)
  - Ringels — Искрово (Калининградская область)
  - Rippen — Совхозное (Калининградская область)
  - Robitten — Александровское, 1993 Робиты (Калининградская область)
  - Roddau — Нахимово (Калининградская область)
  - Rodebach (1938—1946) — Чкалово (Калининградская область)
  - Rodenheim (1938—1946) — Ветряк (Калининградская область)
  - Roditten — Нагорное (Калининградская область)
  - Rodmannshöfen — Калиновка (Калининградская область)
  - Rodungen (1938—1946) — Шейкино (Калининградская область)
  - [Röden] (1938—1946) — Гаево (Калининградская область) (ныне не существует)
  - [Rödschen (Rödszen)] — Гаево (Калининградская область) (ныне не существует)
  - Röseningken — Резниково (Калининградская область)
  - Rößningen (1938—1946) — Резниково (Калининградская область)
  - Rogahnen — Дворки (Калининградская область)
  - Rohrmühle — Боровое (Калининградская область)
  - Romau — Ровное (Калининградская область)
  - Rominte (Fluss) — Красная (Калининградская область)
  - Rominten (Ort) — Краснолесье (Калининградская область)
  - Rominter Heide — Красный Лес (Калининградская область)
  - Romitten — Славяновка (Калининградская область)
  - Roppen — Широкополье (Калининградская область)
  - Rosehnen — Прибой (Калининградская область)
  - Rosenberg, Kreis Gerdauen — Сопкино (Калининградская область)
  - Rosenberg, Kreis Heiligenbeil — Краснофлотское (Калининградская область)
  - Rosignaiten — Откосово (Калининградская область)
  - Rositten — Богатово (Калининградская область)
  - Rosocken — Липовка (Калининградская область)
  - Rossitten, Kreis Fischhausen — Рыбачий (Калининградская область)
  - Rudau, Kreis Fishhausen/Samland — Мельниково (Калининградская область)
  - Rudne — Волково (Калининградская область)
  - Rüttelsdorf (1938—1946) — Мошенское (Калининградская область)
  - Runden (1938—1946) — Новосельцево (Калининградская область)

### S
- - Saalau — Каменское (Калининградская область)
  - Sacherau — Морозовка (Калининградская область)
  - Salzburgerhütte (1938—1946) — Бережки (Калининградская область)
  - Samland — Самбия
  - Samonienen (bei Tollmingkehmen) — Докучаево (Калининградская область)
  - Sandeck (1938—1946) — Шишково (Калининградская область) (ныне не существует)
  - Sandfelde (1938—1946) — Новоколхозное (Калининградская область)
  - Sanditten — Лунино (Калининградская область)
  - Sandlauken, Kreis Königsberg/Samland — Дорожный (Калининградская область)
  - Sandlauken, Kreis Tilsit-Ragnit — Новоколхозное (Калининградская область)
  - Sankt Lorenz — Сальское (Калининградская область)
  - Sarkau — Лесной (Калининградская область)
  - Sauckenhof (1938—1946) — Лужки (Калининградская область)
  - Sausreppen (1938—1946) — Чистополье (Калининградская область)
  - Saussienen — Приволное (Калининградская область)
  - Schaberau — Истровка (Калининградская область)
  - Schackeln, Kreis Goldap — Мичуринское (Калининградская область)
  - Schackeln, Kreis Pillkallen — Шанино (Калининградская область) (ныне не существует)
  - Schaaksvitte — Каширское (Калининградская область)
  - Schacken — Липовка (Калининградская область)
  - Schackenau (1938—1946) — Липовка (Калининградская область)
  - Schakenhof — Тростники (Калининградская область)
  - Schalau (1938—1946) — Дубки (Калининградская область)
  - Schalben — Орехово (Калининградская область)
  - Schallgirren — Садовое (Калининградская область)
  - Schaltinnen — Новославкино (Калининградская область)
  - Schameitkehmen (Szameitkehmen), Kreis Insterburg — Шоссейное (Калининградская область)
  - Schameitkehmen (Szameitkehmen), Kreis Pillkallen (Schloßberg) — Болотниково (Калининградская область)
  - Schameitkehmen (Szameitkehmen), Kreis Stallupönen (Ebenrode) — (ныне не существует)
  - Schameitkehmen, Kreis Tilsit-Ragnit — Киселёво (Калининградская область) (ныне не существует)
  - Schameitschen (Szameitschen), Kirchspiel Darkehmen, Kreis Darkehmen (Angerapp) — Конево (Калининградская область)
  - Schameitschen (Szameitschen), Kirchspiel Trempen, Kreis Darkehmen (Angerapp) — (ныне не существует)
  - Schameitschen (Szameitschen), Kirchspiel Wilhelmsberg, Kreis Darkehmen (Angerapp) — Солнечное (Калининградская область)
  - Schameitschen (Szameitschen), Kreis Gumbinnen — (ныне не существует)
  - Schanwitz — Козловка (Калининградская область) (2008 Козлово)
  - Schanzenort (1938—1946) — Пугачево (Калининградская область)
  - Schardeningken (Szardeningken) — Гавриловка (Калининградская область)
  - Schardingen (Schardeningken) (1938—1946) — Гавриловка (Калининградская область)
  - Schargillen — Богатово (Калининградская область)
  - Schaumburgsfelde — Ставропольское (Калининградская область)
  - Scheeben (Szeeben) — Петровка (Калининградская область)
  - Schelden (1938—1946) — Сосновка (Калининградская область)
  - Scheldkehmen — Сосновка (Калининградская область)
  - Schelecken — Шолохово (Калининградская область)
  - Schellendorf (1938—1946) — (ныне не существует)
  - [Schenkendorf] — Грушевка (Калининградская область) (ныне не существует)
  - Schenkenhagen (1938—1946) — Боровиково (Калининградская область)
  - Scherrewischken — Малое Путятино (Калининградская область)
  - Schestocken — Шиповниково (Калининградская область)
  - Schettnienen — Щукино (Калининградская область)
  - Schidlack (Szidlack) — Белабино (Калининградская область)
  - Schiedelau (1938—1946) — Белабино (Калининградская область)
  - Schiewenau — Борское (Калининградская область)
  - Schillehlen — Шишково (Калининградская область)
  - Schillehnen, Kreis Pillkallen (Schloßberg) — Победино (Калининградская область)
  - Schillehnen, Kreis (Tilsit-)Ragnit — Пограничный (Калининградская область)
  - [Schillen (Szillen)], Kreis Stallupönen (Ebenrode) — (ныне не существует)
  - Schillen (Szillen), Kreis Tilsit — Жилино (Калининградская область)
  - [Schilleningken, Kreis Gumbinnen] — Холмы (Калининградская область) (ныне не существует)
  - Schilleningken (Kirchspiel Lasdehnen), Kreis Pillkallen — Хлебниково (Калининградская область)
  - [Schilleningken (Kirchspiel Schirwindt), Kreis Pillkallen] — Самарское (Калининградская область) (ныне не существует)
  - Schilleningken, Kreis Stallupönen — Высокое (Калининградская область)
  - [Schilleningken, Kreis Tilsit-Ragnit] — Залесье (Калининградская область) (ныне не существует)
  - Schinkuhnen — Боровиково (Калининградская область)
  - Schirrau — Дальнее (Калининградская область)
  - Schirten — Потёмкино (Калининградская область)
  - Schirwindt — Кутузово (Калининградская область)
  - Schlaugen — Торфяное (Калининградская область)
  - Schlauthienen — Чапаево (Калининградская область)
  - Schlawitten — Фурманово (Калининградская область)
  - Schleuduhnen — Марьино (Калининградская область)
  - Schlicken (1938—1946) — Шолохово (Калининградская область)
  - Schloditten — Загородное (Калининградская область)
  - Schloßbach — Невское (Калининградская область)
  - Schloßberg (1938—1945) — Добровольск (Калининградская область)
  - Schmiedehnen — Киевское (Калининградская область)
  - Schmoditten — Рябиновка (Калининградская область)
  - Schnakeinen — Побережье (Калининградская область)
  - Schneckenwalde (1938—1946) — Сосняки (Калининградская область)
  - Schneewalde — Ладушкин (Калининградская область)
  - Schölen — Ветрово (Калининградская область)
  - Schönbaum — Берёзово (Калининградская область)
  - Schönbruch — Сирокое (Калининградская область)
  - Schönbusch — Димитрово (Калининградская область)
  - Schönefeld — Праслово (Калининградская область)
  - Schönfließ, Kreis Königsberg/Stadt Königsberg — Комсомольское (Калининградская область)
  - Schönheide (1934—1946) — Дмитриевка (Калининградская область)
  - Schönlinde — Линёво (Калининградская область)
  - Schönmohr — Партизаңское (Калининградская область)
  - [Schönrade, Kreis Heiligenbeil] [ныне не существует]
  - Schönrade, Kreis Wehlau — Щербинино (Калининградская область)
  - Schöntritten — Красное (Калининградская область)
  - [Schönwalde, Kreis Friedland/Bartenstein] — Рассвет (Калининградская область) (ныне не существует)
  - Schönwalde, Kreis Königsberg/Samland — Ярославское (Калининградская область)
  - Schönwiese, Kreis Insterburg — Поддубное (Калининградская область)
  - Schöppenfelde (1938—1946) — Колхозное (Калининградская область)
  - Schreitlacken — Моршанское (Калининградская область)
  - Schrombehnen — Московское (Калининградская область)
  - Schützenort (1938—1946) — Пригородное (Калининградская область)
  - Schugsten — Берёзовка (Калининградская область)
  - Schugsten (1938—1946) — Шатрово (Калининградская область)
  - Schulkeim — Алтайское (Калининградская область)
  - Schulstein, Gut — Вольное (Калининградская область)
  - Schultitten — Стрельня (Калининградская область)
  - Schulzenwalde (1938—1946) — Дубрава (Калининградская область)
  - Schupöhnen — Шумное (Калининградская область)
  - Schuppinnen — Жарово (Калининградская область)
  - Schuskehmen (Szuskehmen) — Жучково (Калининградская область)
  - Schwalbental (1938—1945) — Володаровка (Калининградская область)
  - Schwanis — Сосновка (Калининградская область)
  - Schwarzenau (1938—1946) — Дворики (Калининградская область)
  - Schwellienen — Солдатское (Калининградская область)
  - [Schwengels] — Донское (Калининградская область) (ныне не существует)
  - Schwentischken — Пугачево (Калининградская область)
  - Schwerfelde (1938—1945) — Знаменское (Калининградская область)
  - Schwichowshof (1938—1946) — Хуторское (Калининградская область)
  - Schwirgallen — Заводское (Калининградская область)
  - Schwirgsden — Шматовка (Калининградская область)
  - [Schwönau] — Перевалово (Калининградская область) (ныне не существует)
  - Sechshuben, Kreis Gerdauen — Малодворки (Калининградская область)
  - [Sechshuben, Kreis Wehlau] — (ныне не существует)
  - Seckenburg — Заповедное (Калининградская область)
  - Seebad Rosehnen (1938—1946) — Прибой (Калининградская область)
  - [Seeben] — Грушевка (Калининградская область) (ныне не существует)
  - Seeberg — Малое Кузнецово (Калининградская область)
  - [Seekampen] — Панфилово (Калининградская область) (ныне не существует)
  - Seepothen — Голубево (Калининградская область)
  - Seerappen — Люблино (Калининградская область)
  - Seewalde — Островское (Калининградская область)
  - Sehmen — Солдатово (Калининградская область)
  - Seligenfeld — Дальнее (Калининградская область)
  - Sellwethen — Егорьевское (Калининградская область)
  - [Sergitten, Kreis Fishchausen/Samland] — Серёжкино (Калининградская область) (ныне не существует)
  - Sergitten, Kreis Labiau — Мордодское (Калининградская область)
  - Sielkeim — Весёловка (Калининградская область)
  - Siemohnen — Сиреневка (Калининградская область)
  - Sillenfelde (1938—1946) — Шишково (Калининградская область)
  - Skarupnen — Новохатка (Калининградская область)
  - Smaledumen — Пески (Калининградская область)
  - Sobrost — Зареченское (Калининградская область)
  - Sodehnen, Kreis Darkehmen (Angerapp) — Красноярское (Калининградская область)
  - Sodehnen, Kreis Gumbinnen — Зерновое (Калининградская область) (ныне не существует)
  - Sollau — Красноармейское (Калининградская область)
  - Sollecken — Косатухино (Калининградская область) (1992 Нижнее)
  - Sollnicken — Медовое (Калининградская область)
  - Sommerfeld — Грушевка (Калининградская область)
  - Sommerkrug (1938—1946) — Раздольное (Калининградская область)
  - Sonnenberg — Павлово (Калининградская область)
  - Sonnigkeim — Сазановка (Калининградская область)
  - Sorgenau — Покровское (Калининградская область)
  - Sossehnen — Берёзовка (Калининградская область)
  - Spandienen — Суворово (Калининградская область)
  - Speichersdorf — Южный (Калининградская область)
  - Sperlings, Kreis Königsberg/Samland — Краснополье (Калининградская область)
  - Spitzings — Малинники (Калининградская область)
  - Sprittlauken — Горохово (Калининградская область)
  - Stablack — Долгоруково (Калининградская область)
  - Stadtfelde (1938—1946) — Петровское (Калининградская область)
  - Stallupönen — Нестеров (Калининградская область)
  - Stampelken — Осиновка (Калининградская область)
  - Stangau — Малиновка (Калининградская область)
  - Stannaitschen (Zweilinden) — Фурманово (Калининградская область)
  - Stantau — Митино (Калининградская область)
  - Stapornen — Веткино (Калининградская область)
  - Starkenberg — Красный Бор (Калининградская область)
  - Starkenicken (1938—1946) — Совхозное (Калининградская область)
  - Steinbeck — Рыбное (Калининградская область)
  - Steindorf, Kreis Heiligenbeil — Покровское (Калининградская область)
  - Sterkeninken — Совхозное (Калининградская область)
  - Stobecken — Мушкино (Калининградская область)
  - Stobingen, Kreis Insterburg — Гусевка (Калининградская область) (ныне не существует)
  - Stobingen, Kreis Niederung/Elchniederung — Придорошное (Калининградская область) (ныне не существует)
  - Stobingen, Kreis Wehlau — Ливны (Калининградская область)
  - Stockheim — Зайцево (Калининградская область)
  - Stonupönen — Шатково (Калининградская область)
  - Storchnest, Kreis Preußisch Eylau — Широкое (Калининградская область)
  - Strobehnen — Широкое (Калининградская область)
  - Strobjehnen — Куликово (Калининградская область)
  - Ströpken — Ушаково (Калининградская область)
  - Stroppau (1938—1946) — Отрадное (Калининградская область)
  - Struwe — Победа (Калининградская область)
  - Stukatschen — Восточное (Калининградская область)
  - Stumbern, Kreis Goldap — Камаричи (Калининградская область)
  - Stumbern, Kreis Pillkallen — (ныне не существует)
  - Struwe — Победа (Калининградская область)
  - Sudnicken — Пирогово (Калининградская область)
  - Supplitten — Подлесье (Калининградская область) (ныне не существует)
  - Swine (Fluss) — Путиловка (Калининградская область)
  - Swirgallen — Заводское (Калининградская область)
  - Syndau — Водное (Калининградская область)
  - Szallgirren — Садовое (Калининградская область)
  - Szeldkehmen — Сосновка (Калининградская область)
  - Szinkuhnen — Боровиково (Калининградская область)

### T
- - Talskeim — Пчёлино (Калининградская область)
  - Tapiau — Гвардейск (Калининградская область)
  - Tannenrode — Жигулёво (Калининградская область)
  - Tannenwalde, Kreis Fischhausen — Чкаловск (Калининградская область)
  - [Tannenwalde, Kreis Pillkallen (Schloßberg)] — (ныне не существует)
  - Taplacken — Талпаки (Калининградская область)
  - [Tarpen] (1938—1946) — Брянское (Калининградская область) (ныне не существует)
  - [Tarpupönen, Kreis Insterburg] — (ныне не существует)
  - (Klein) Tarpupönen, Kreis Stallupönen (Ebenrode) — Раздольноо (Калининградская область)
  - [Tarputschen, Kirchspiel Ballethen, Kreis Darkehmen (Angerapp)] — Новоселье (Калининградская область) (ныне не существует)
  - Tarputschen, Kirchspiel Trempen, Kreis Darkehmen (Angerapp) — Лужки (Калининградская область)
  - [Tarputschen, Kreis Insterburg] — Брянское (Калининградская область) (ныне не существует)
  - Tatarren — Тихомировка (Калининградская область)
  - Tautschillen — Боровичи (Калининградская область)
  - Tenkieten — Лётное (Калининградская область)
  - Tenkitten — Береговое (Калининградская область)
  - Tharau — Владимирово (Калининградская область)
  - Tharaunenkrug — Заозёрье (Калининградская область)
  - Thiemsdorf, Kreis Königsberg/Samland — Правдино (Калининградская область)
  - Thiemsdorf, Kreis Labiau — Азовское (Калининградская область)
  - [Thierenberg] — Дунаевка (Калининградская область) (ныне не существует)
  - [Thomsdorf, Kreis Heiligenbeil] — (ныне не существует)
  - Thomsdorf, Kreis Preußisch Eylau — Соинечное (Калининградская область)
  - Tiedtken — Корчагино (Калининградская область)
  - Tiefenort (1938—1946) — Ручейки (Калининградская область)
  - Tiefenthal — Высокое (Калининградская область)
  - Tilsit — Советск (Калининградская область)
  - Tölteninken — Ростовское (Калининградская область)
  - Tolklauken — Калиново (Калининградская область)
  - Tollkeim — Берёзовка (Калининградская область)
  - Tollmingen (1938-46) (Tollmingkehmen до 1938) — Чистые Пруды (Калининградская область)
  - Tollmingkehmen — Чистые Пруды (Калининградская область)
  - Trakehnen — Дивное (Нестеровский район)
  - (Gut/Groß) Trakehnen — Ясная Поляна (Калининградская область)
  - Tranßau — Озерово (Калининградская область)
  - (Gut) Trausen — Липняки (Калининградская область)
  - (Forsthaus) Trausen — Айвазовское (Калининградская область)
  - Trempen — Новостроево (Калининградская область)
  - Trentitten — Зайцево (Калининградская область)
  - Triaken (Kirchspiel Berschkallen) — Качалово (Калининградская область)
  - Triaken (Kirchspiel Jodlauken) — Знаменское (Калининградская область)
  - Trimmau — Новое (Калининградская область)
  - Trömpau — Лазовское (Калининградская область)
  - Tropitten — Кумачёво (Калининградская область)
  - Trutenau — Медведевка (Калининградская область)
  - Tunnischken — Сосняки (Калининградская область)
  - [Tuschainen] — (ныне не существует)
  - [Tuszainen] — (ныне не существует)
  - Tutschen — Ватутино (Калининградская область)
  - Tykrigehnen — Медовое (Калининградская область)

### U
- - Uderballen — Извилино (Калининградская область)
  - Uderhöhe (1938—1946) — Демидово (Калининградская область)
  - Uderwangen — Чехово (Калининградская область)
  - Uggehnen — Матросово (Калининградская область)
  - Uhlenhorst (1938—1946) — Липки (Калининградская область)
  - Ullrichsdorf (1938—1946) — Шувалово (Калининградская область)
  - [Uszupönen (Uschupönen)] — Булавино (Калининградская область) (ныне не существует)

### V
- - Vierzighuben — Тамбовское (Калининградская область)
  - Vogelsang, Kreis Preußisch Eylau — Краснознаменское (Калининградская область)

### W
- - Wabbeln, Kreis Stallupönen/Ebenrode — Чапаево (Калининградская область)
  - Wachsnicken — Курганы (Калининградская область)
  - Waldau — Низовье (Калининградская область)
  - [Waldburg, Kreis Elchniederung] — Лесное (Калининградская область) (ныне не существует)
  - Waldburg, Kreis Gerdauen — Николаевка (Калининградская область)
  - Waldhausen, Kreis Fischhausen/Samland — Перелески (Калининградская область)
  - Waldhausen, Kreis Insterburg — Бережковское (Калининградская область)
  - [Waldhausen, Kreis Labiau] — (ныне не существует)
  - Waldhöfen — Константиновка (Калининградская область) (1993)
  - Waldhöhe — Новостроево (Калининградская область)
  - Waldkeim — Долгоруково (Калининградская область)
  - Walkenau (1938—1946) — Шоссейное (Калининградская область)
  - Walterkehmen — Ольховатка (Калининградская область)
  - Wandlacken — Зверево (Калининградская область)
  - Wanghusen — Грибоедово (Калининградская область)
  - Wangitt — Рыбачье (Калининградская область)
  - Wangnicken, Kreis Fischhausen/Samland — Янтаровка (Калининградская область)
  - [Wangnicken, Kreis Heiligenbeil] — (ныне не существует)
  - Wangnicken, Gemeinde Palmburg, Kreis Königsberg/Samland — Заозёрье (Калининградская область)
  - [Wangnicken, Gemeinde Waldburg, Kreis Königsberg/Samland] — (ныне не существует)
  - Wangnicken, Kreis Preußisch Eylau — Лесной (Калининградская область)
  - Wargenau — Малиновка (Калининградская область)
  - Wargienen; Kreis Königsberg/Samland — Апрелевка (Калининградская область)
  - Wargienen, Kreis Wehlau — Великолукское (Калининградская область)
  - Wargitten — Октябрьское (Калининградская область)
  - Warnen — Озерки (Калининградская область)
  - Warnicken — Лесное (Калининградская область)
  - Warnie, 1928—1946 Warnien, Kreis Niederung/Elchniederung — (ныне не существует)
  - Warnien, Kreis Wehlau — Соболево (Калининградская область)
  - Warnigkeim — Раздолное (Калининградская область)
  - Warschken — Вершково (Калининградская область)
  - Warthen — Шоссейное (Калининградская область)
  - Wartnicken, ab 1902 Watzum — Горьковское (Калининградская область)
  - Waschke — Звягинцево (Калининградская область)
  - Watzum (до 1902 Wartnicken) — Горьковское (Калининградская область)
  - Weedern, Kreis Darkehmen (Angerapp) — Суворовка (Калининградская область)
  - [Weedern, Kreis Tilsit-Ragnit] — (ныне не существует)
  - Wehlau — Знаменск (Калининградская область)
  - [Matzutkehmen (Kreis Goldap)] (1938—1946) — (ныне не существует)
  - Weidehnen — Шатрово (Калининградская область)
  - Weidlacken — Ельники (Калининградская область)
  - Weinoten — Октябрьское (Калининградская область)
  - Weischkitten — Сокольники (Калининградская область)
  - Weißensee — Большие горки (Калининградская область)
  - Weißenstein — Марийское
  - Wenzbach (1938—1946) — Вознесенское (Калининградская область)
  - Wenzlowischken — Вознесенское (Калининградская область)
  - Wernsdorf — Подлесное (Калининградская область)
  - Werschen — Вершины (Калининградская область)
  - Wesselshöfen, Kreis Heiligenbeil — Пушкино (Калининградская область)
  - Wesselshöfen, Kreis Königsberg/Samland — Василевское (Калининградская область)
  - Weßlienen — Кунцево (Калининградская область)
  - Wickbold — Отважное (Калининградская область)
  - Wicken — Климовка (Калининградская область)
  - Wickiau — Клинцовка (Калининградская область)
  - Widitten — Ижевское (Калининградская область)
  - Wiecken (1938—1946) — Багатионово (Калининградская область)
  - Wiek (Fluss) — Вика (Калининградская область)
  - Wiekau — Колосовка (Калининградская область) (2005)
  - Wiepeningken — Подгорное (Калининградская область)
  - Wikischken — Багратионово (Калининградская область)
  - Wilditten — Анечкино (Калининградская область)
  - Wilhelminenhof, Kreis Wehlau — Нахимово (Калининградская область)
  - Wilhelmsberg (Dorf) — Яблоновка (Калининградская область)
  - Wilhelmsberg (Gut) — Славкино (Калининградская область)
  - [Wilhelmshöhe, Kreis Bartenstein] — Овражное (Калининградская область) (ныне не существует)
  - [Wilhelmsrode] — Климовка (Калининградская область) (ныне не существует)
  - [Wilkoschen] — Грушевка (Калининградская область) (ныне не существует)
  - Willdorf (1938—1946) — Шолохово (Калининградская область)
  - Willgaiten — Колосовка (Калининградская область)
  - Willkeim — Новосельское (Калининградская область)
  - Willkinnen — Шолохово (Калининградская область)
  - [Wilpen] (1938—1946) — Нагорное (Калининградская область) (ныне не существует)
  - [Wilpischen] — Нагорное (Калининградская область) (ныне не существует)
  - Wingern — Правдино (Калининградская область)
  - [Winterlinden] (1938—1946) — (ныне не существует)
  - Wirbeln, Kreis Insterburg — Жаворонково
  - Wirbeln, Kreis Stallupönen/Ebenrode — (ныне не существует)
  - Wischrodt — Крыловка (Калининградская область)
  - Wisdehlen — Холмогорье (Калининградская область)
  - Wiskiauten (Gräberfeld)
  - Wiskiauten (Dorf) — Моховое (Калининградская область)
  - Wittenberg, Kreis Preußisch Eylau — Нивенское
  - [Wittgirren, Kreis Pillkallen] — Жигулёво (Калининградская область) (ныне не существует)
  - Wittigshöfen (1938—1946) — Дубовая роща (Калининградская область)
  - Wogau — Лермонтово (Калининградская область)
  - Wohnsdorf — Курортное (Калининградская область)
  - Wolfsdorf, Kreis Königsberg/Samland — Красное (Калининградская область)
  - [Wolfsdorf (Kreis Niederung)/Elchniederung] — Сенцово (Калининградская область) (ныне не существует)
  - Wolfseck (1938—1946) — Грушевка (Калининградская область) (ныне не существует)
  - Wolfshöhe — Опушки (Калининградская область)
  - Wolittnick — Приморское (Калининградская область)
  - Wolla — Вольное (Калининградская область)
  - Wollehlen — Вольное (Калининградская область)
  - Wolmen (Wolmen Mitte) — Малиновка (Калининградская область)
  - [Wolmen Ost] — Восточное (Калининградская область) (ныне не существует)
  - Wolmen West — Свободное (Калининградская область)
  - Wommen — Дальнее (Калининградская область)
  - Wonditten — Фурманово (Калининградская область)
  - Worellen — Новосельцево (Калининградская область)
  - Wosegau — Вишнёвое (Калининградская область)
  - Woydiethen — Листовое (Зеленоградский район)
  - [Woytnicken] — Володино (Калининградская область) (ныне не существует)
  - Wulfshöfen — Цветково (Калининградская область)

### Z
- - Zanderlacken — Зверево (Калининградская область)
  - Zargen — Истровка (Калининградская область)
  - Zellmühle (1938—1946) — Смирново (Калининградская область)
  - Zielkeim — Петрово (Калининградская область)
  - Zimmerbude — Светлый (Калининградская область)
  - Zinten — Корнево (Калининградская область)
  - Zoden (1938—1946) — Порхово (Калининградская область)
  - Zodschen (Zodszen) — Порхово (Калининградская область)
  - Zohpen — Суворово (Калининградская область)
  - Zweilinden (1938—1946), (Stannaitschen до 1938) — Фурманово (Калининградская область)
  - Zwion — Доваторовка